# Брезова губа
Брезова губа или брезов труд (лат. Piptoporus betulinus ) је једна од познатијих лигниколних врста и као што јој само име каже расте готово искључиво на брези (Betula sp) где изазива мрку трулеж. Углавном је једногодишња врста. Насељава северну земљину хемисферу. Појављује се најчешће од јуна до октобра. Сапрофитна и паразитска врста.

## Опис плодног тела
Плодно тело је копитаст као и код труда (лат.Fomes fomentarius) или степеничаст пречника 8-16 цм, дебљине 2-5 цм од горе гледајући полукружног облика. На стаблу стоји водоравно, а причвршћен је за подлогу кратком и чврстом дршком. Горња површина је глатка, а са старошћу гљиве добија пукотине и бразде.Горња кожица је сива или смеђа, касније избледи и на крајевима бива распуцала. Месо је у почетку мекано и сочно, затим желатинасто, да би на крају постало плутасто. Цевчице су беле и кратке и лако отпадају са меса старијих примерака гљива.Поре су ситне и обично их је 4-5 комада на 1 mm. Киселкастог је укуса и непријатног мириса.

## Микроскопија
Беле до крем боје, глатке, округласте до благо угласте, ситне, хијалине. Димензије спора су 5-7 x1,5-2 µm

## Отисак спора
Отисак је беле боје.

## Јестивост
Није јестива мада се верује да има одређена лековита својства и могућу примену у медицини.

## Сличне врсте
Лако препознатљива пре свега због подлоге на којој расте и готово да није могуће да се замени са неком другом врсто

## Галерија
- Piptoporus betulinum
- Piptoporus betulinus